# Mistrzostwa Świata w Hokeju na Lodzie 2010
Mistrzostwa Świata w Hokeju na Lodzie 2010 – 74. edycja mistrzostw świata organizowane przez IIHF, która odbyła się po raz szósty w Niemczech. Turniej Elity odbył się w dniach 7–23 maja, a miastami goszczącymi najlepsze drużyny świata były Kolonia, Mannheim i Gelsenkirchen.
Czas i miejsce rozgrywania pozostałych turniejów:
- Dywizja I Grupa A: 17-25 kwietnia, Tilburg (Holandia)
- Dywizja I Grupa B: 17-25 kwietnia, Lublana (Słowenia)
- Dywizja II Grupa A: 10-17 kwietnia, Meksyk (Meksyk)
- Dywizja II Grupa B: 10-17 kwietnia, Tallinn (Estonia)
- Dywizja III Grupa A: 14-18 kwietnia, Kockelscheuer (Luksemburg)
- Dywizja III Grupa B: 14-18 kwietnia, Erywań (Armenia)

## Elita
| Msc. | Reprezentacja     |
| ---- | ----------------- |
|      | Czechy            |
|      | Rosja             |
|      | Szwecja           |
| 4    | Niemcy            |
| 5    | Szwajcaria        |
| 6    | Finlandia         |
| 7    | Kanada            |
| 8    | Dania             |
| 9    | Norwegia          |
| 10   | Białoruś          |
| 11   | Łotwa             |
| 12   | Słowacja          |
| 13   | Stany Zjednoczone |
| 14   | Francja           |
| 15   | Włochy            |
| 16   | Kazachstan        |

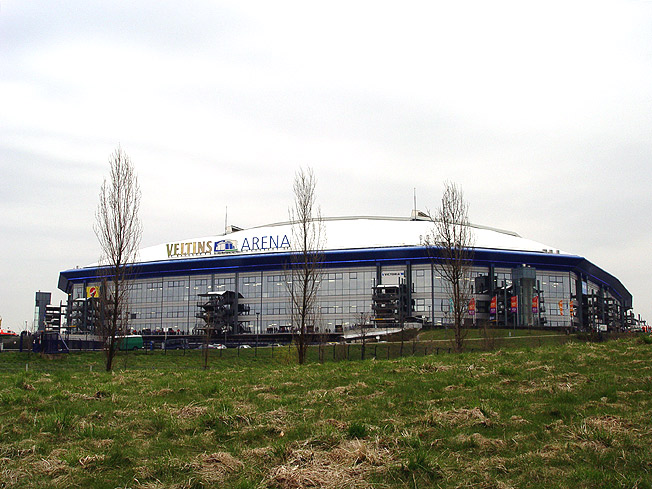
Veltins-Arena

W mistrzostwach elity uczestniczyło najlepszych 16 drużyn na świecie. System rozgrywania meczów był inny niż w niższych dywizjach. Najpierw odbywały się dwie fazy grupowe, a potem systemem pucharowym 8 drużyn walczyło o mistrzostwo. Najgorsze drużyny w pierwszej fazie grupowej zagrały między sobą systemem każdy z każdym. Dwie ostatnie drużyny spadły do pierwszej dywizji. Mecze zostały rozegrane w Niemczech po raz szósty w historii. Ostatni turniej mistrzowski odbył się tu w 2001 roku.
Hale w których odbyły się zawody to:

Lanxess Arena (o pojemności 18 000 miejsc)

SAP Arena (o pojemności 13 600 miejsc)
Mecz otwarcia turnieju odbył się na stadionie:

Veltins-Arena (o pojemności 76 000 miejsc)
Turniej odbył się w dniach 7 – 23 maja w Niemczech. Mecz otwarcia odbył się na stadionie Veltins-Arena w Gelsenkirchen. Mecz ten obejrzało 77 803, co stanowi absolutny rekord frekwencji na meczu hokejowym. Zdobywcą pierwszej bramki turnieju był Niemiec Michael Wolf. W meczu finałowym pomiędzy Rosją, a Czechami strzelono najszybszą bramkę mistrzostw. W dwudziestej sekundzie spotkania do bramki rywali trafił Jakub Klepiš.
Wybór gospodarza mistrzostw
| Państwo  | Głosy |
| -------- | ----- |
| Niemcy   | 89    |
| Białoruś | 18    |

Królem strzelców został Kanadyjczyk John Tavares zdobywca 7 bramek. W punktacji kanadyjskiej najskuteczniejszy był Ilja Kowalczuk zdobywca 12 punktów (2 bramki i 10 asyst). Do piątki gwiazd zaliczono: bramkarza reprezentacji Niemiec Endrasa, obrońców: Fina Nummelin i Niemca Ehrhoffa oraz napastników: Szweda Pääjärvi-Svenssona i Rosjan Daciuka, Małkina. MVP turnieju został wybrany Dennis Endras.

## Pierwsza dywizja
Grupa A
| Lp. | Drużyna  |
| --- | -------- |
| 1   | Austria  |
| 2   | Ukraina  |
| 3   | Japonia  |
| 4   | Holandia |
| 5   | Litwa    |
| 6   | Serbia   |

Grupa B
| Lp. | Drużyna          |
| --- | ---------------- |
| 1   | Słowenia         |
| 2   | Węgry            |
| 3   | Polska           |
| 4   | Wielka Brytania  |
| 5   | Korea Południowa |
| 6   | Chorwacja        |

W mistrzostwach pierwszej dywizji uczestniczyyło 12 zespołów, które zostały podzielone na dwie grupy po 6 zespołów. Rozegrały one mecze systemem każdy z każdym. Zwycięzcy turniejów awansowali do mistrzostw świata elity w 2011 roku, zaś najsłabsze drużyny spadły do drugiej dywizji.
Grupa A rozegrała swoje mecze w holenderskim mieście Tilburg. Mecze zostały rozegrane w dniach 19 – 25 kwietnia 2010 roku.
Grupa B rozegrała swoje mecze w Lublanie w Słowenii. Mecze zostały rozegrane w dniach 17 – 23 kwietnia 2010 roku.

## Druga dywizja
Grupa A
| Lp. | Drużyna   |
| --- | --------- |
| 1   | Hiszpania |
| 2   | Australia |
| 3   | Belgia    |
| 4   | Bułgaria  |
| 5   | Meksyk    |
| 6   | Turcja    |

Grupa B
| Lp. | Drużyna       |
| --- | ------------- |
| 1   | Estonia       |
| 2   | Rumunia       |
| 3   | Islandia      |
| 4   | Nowa Zelandia |
| 5   | Chiny         |
| 6   | Izrael        |

W mistrzostwach drugiej dywizji uczestniczyło 12 zespołów, które zostały podzielone na dwie grupy po 6 zespołów. Rozegrały one mecze systemem każdy z każdym. Zwycięzcy turniejów awansowali do mistrzostw świata pierwszej dywizji w 2011 roku, zaś najsłabsze drużyny spadły do trzeciej dywizji.
Grupa A rozegrała swoje mecze w meksykańskim mieście Meksyk. Mecze zostały rozegrane w dniach 11 – 17 kwietnia 2010 roku.
Grupa B rozegrała swoje mecze w estońskim mieście – Tallinn. Mecze zostały rozegrane w dniach 10 – 16 kwietnia 2010 roku.

## Trzecia dywizja
Grupa A
| Lp. | Drużyna    |
| --- | ---------- |
| 1   | Irlandia   |
| 2   | Grecja     |
| 3   | Luksemburg |
| 4   | ZEA        |

Grupa B
| Lp. | Drużyna        |
| --- | -------------- |
| 1   | Korea Północna |
| 2   | Armenia        |
| 3   | RPA            |
| 4   | Mongolia       |

W mistrzostwach trzeciej dywizji uczestniczyło 8 zespołów, które zostały podzielone na dwie grupy po 4 zespoły. Rozegrały one mecze systemem każdy z każdym. Zwycięzcy turniejów awansowali do mistrzostw świata drugiej dywizji w 2011 roku.
Grupa A rozegrała swoje mecze w luksemburskim mieście Kockelscheuer. Był to drugi w historii turniej w tym państwie. Wcześniej Luksemburczycy organizowali turniej trzeciej dywizji w 2008 roku.
Grupa B rozegrała swoje mecze w armeńskiej stolicy – Erywaniu. Był to pierwszy w historii turniej w Armenii.
Zawody odbyły się w dniach od 14 kwietnia do 18 kwietnia 2010 roku.